# Colpotrochia rufigaster
Colpotrochia rufigaster là một loài tò vò trong họ Ichneumonidae.